# Matheronodon
Matheronodon (лат.) — род динозавров-орнитопод из семейства Rhabdodontidae, окаменелости которого известны из кампанских отложений Франции. Он был назван Паскалем Годфруа и его коллегами в 2017 году. Зубы Matheronodon крупные, но немногочисленные; расположены необычным способом, вероятно, динозавр действовал ими как ножницами, срезая стебли и листья растений.

## Открытие и изучение
Все образцы Matheronodon были найдены в песчаниках Вело-Ла-Бастид-Нев, в бассейне Экс-ан-Прованс, Буш-дю-Рон, Франция в 2009 и 2012 годах. После обнаружения окаменелости хранились в палеонтологическом и археологическом фондах Муниципалитета Вело, принадлежащих музею Дю Мулен. Голотип MMS/VBN-02-102 состоит из правой части верхней челюсти и верхнечелюстных и нижнечелюстных зубов.
В 2017 году ископаемый материал был описан Паскалем Годфруа и его коллегами в журнале Nature сommunications как новый род Matheronodon. В университете Льежа было произведено компьютерное сканирование челюсти, и тонкий срез изолированного верхнечелюстного зуба был исследован под микроскопом.
Родовое название Matheronodon состоит из фамилии Филиппа Матерона, впервые описавшего окаменелости динозавра, и суффикса -‘odon’, латинской производной от древнегреческого ‘odous, odontos’ («зуб»). Они также назвали единственный вид М. provincialis в честь Прованса (лат. Provincia), где найдены фоссилии.

## Описание
Так как большая часть скелета отсутствовала, реконструкция Matheronodon не имеет серьёзных различий с другими орнитоподами, представляя динозавра типичным представителем Rhabdodontidae — двуногим травоядным с немного необычным строением таза и задних конечностей.
Паскаль Годфруа предположил, что длина динозавра достигала пяти метров.
Верхняя челюсть Matheronodon — короткая, прочная кость длиной 22 см и высотой 10 см. Передняя её часть и верхний угол укорочены, что отличает Matheronodon от других членов семейства. Передняя часть челюсти треугольная и образует уплощённый широкий шельф внизу впереди, отсутствующий у рабдодона и залмоксеса. На внутренней поверхности есть палкообразная полоса, как у Rhabdodon. Под полосой находится горизонтальная канавка или поперечная борозда. Выступающий вверх отросток шире и «угловатее», чем у Rhabdodon, и больше, чем у Zalmoxes. С основания полосы «крыло» простирается назад к области скуловой кости. Также у основания отростка находится костная граница задней части предглазничного окна.
Matheronodon обладал крупными и необычно расположенными зубами. Из-за особенностей прикуса его зубы сравнивали с ножницами и даже щелкунчиком.